# Editorial Diálogo
Diálogo es una editorial española afincada en Valencia dedicada casi exclusivamente a textos escolares y universitarios, aunque cuenta con otras colecciones como Diálogo Infantil, libros muy ilustrados, dirigida por el ilustrador valenciano Miguel Calatayud y cuyos álbumes están publicados en castellano y en valenciano.

## Algunos títulos publicados
- Operación J., con textos de Daniel Nesquens e ilustraciones de Alberto Gamón.
- El bosque de mi abecedario, con poemas de Pedro Villar e ilustraciones de Miguel Calatayud.
- A galope tendido, con textos de Fernando Martos  e ilustraciones de Cintia Martín.
- Gato gato, con textos e ilustraciones de Claudia Legnazzi.
- El oso y la niña, con textos de Antonio Ventura  e ilustraciones de Enrique Flores.
- ¡Que vuelvan las vacas locas!, con textos e ilustraciones de Carles Arbat.
- Así es la vida, con textos de Ana-Luisa Ramírez e ilustraciones de Carmen Ramírez.
- Tres viajes, con textos de Jordi Botella e ilustraciones de Miguel Calatayud.
- Vic Pupo lo quiere todo, con textos de Vicente Vilana e ilustraciones de Toño Benavides.
- ¡Espera, ya voy!, con textos de José Luis Berenguer e ilustraciones de Ulises Wensell.
- Los animales de la lluvia con textos de Pedro Villar e ilustraciones de Miguel Ángel Díez.
- La hormiga viajera con textos de Alonso Palacios e ilustraciones de Javier Olivares.
- Quiquiricosas con textos de Juan Clemente Gómez e ilustraciones de Emilio Urberuaga.
- La danza de los versos con textos de Marc Granell e ilustraciones de Xan López Domínguez.
- La escapada con textos e ilustraciones de Ángel de Pedro.
- La ostra se aburre con textos de Ana Luisa Ramírez e ilustraciones de Artur Heras.
- Las islas fabulosas con textos de Joan Manuel Gisbert e ilustraciones de Miguel Calatayud.

- Datos: Q5818617